# Le Pandore

Le Pandore (titre original Wachtmeister Zumbühl, titre adopté en Allemagne Der Polizist, anglais Constable Zumbühl, anciennement Sergeant Zumbühl) est un film de cinéma suisse réalisé en 1994. Avec son troisième film, Urs Odermatt dresse ici une peinture très personnelle de son pays nidwaldien. C’est en l’occurrence à Schwanden et à Näfels dans le canton de Glaris qu’a été tourné, du 1er novembre au 10 décembre 1993, le film présentant le village fictif de Napfmoos tel qu’il aurait pu exister dans les années soixante.
L’ambiance et l’atmosphère entourant les personnages du Pandore évoquent le monde de Georges Simenon ou de Friedrich Glauser, grandissant à l’extrême les détails du microcosme d’un village de montagne. Le Pandore est l’histoire d’un indécrottable je-sais-tout, d’une personne qui s’en tient sans compromis à la lettre des règlements dans sa lutte pour le bien. D’une personne qui confond probité et désir d’avoir toujours raison dans son combat pour le droit et la justice.

## Genèse du film
« Le monde dans une goutte d’eau », a notamment dit Krzysztof Kieślowski, conseiller dramaturgique du scénario en évoquant la manière dont Urs Odermatt raconte ses histoires.
Le rôle-titre voit jouer en tant que gardien de la paix Zumbühl un Michael Gwisdek récompensé outre-Rhin par le Bundesfilmpreis, Jürgen Vogel qui joue son fils Albin, Anica Dobra qui incarne Maria en victime abusée. Rudolf Santschi (Justiz, réalisation : Hans W. Geissendörfer) a produit le film dont la musique chargée d’émotion est l’œuvre du compositeur munichois Norbert J. Schneider (Herbstmilch et Stalingrad, réalisation : Joseph Vilsmaier).
Plongé dans ses recherches pour Le Pandore, Urs Odermatt découvre les archives photographiques de son père, le policier Arnold Odermatt. Aujourd’hui, ce journal photographique du quotidien de service d’une police cantonale est devenu un classique de la photographie.
Le Pandore a été projeté pour la première fois le 25 août 1994 au cinéma Leuzinger d’Altdorf dans le canton d'Uri avant d’apparaître sur les écrans d’Allemagne, d’Autriche, de France et de Suisse.

## Synopsis
Napfmoos, commune fictive de la province suisse au milieu des années 1960 : le gardien de la paix Zumbühl à la fois probe et intègre découvre un matin une jeune fille sauvagement agressée. Il a très vite la certitude que le coupable ne peut être que son propre fils Albin. Le conflit entre éthique professionnelle et liens du sang s’installe alors d’une façon aussi dramatique qu’inhabituelle.
Le gardien de la paix Zumbühl est un fonctionnaire certes moqué, mais on le craint également. Il est affreusement honnête, je-sais-tout invétéré mais d’une rectitude incorruptible vis-à-vis de tous, y compris à l’égard des personnes les plus en vue de sa localité. Son épouse, qui l’a quitté il y a seize ans sans égard pour leur fils légèrement handicapé, est entrée dans une secte. Albin est resté auprès de son père. Lorsque Zumbühl est menacé par une intrigue, il quitte volontairement le service et prend un travail aux chemins de fer.
Un matin, Zumbühl empêche in extremis le suicide sur les quais de Maria, une jeune femme appréciée de tout le pays. La jeune femme victime d’un viol brutal éveille d’étonnants instincts de bon samaritain chez cet homme apparemment si sec. L’accusation de Maria prétendant qu’Albin, le propre fils de Zumbühl, est le coupable met à l’épreuve le rigoureux sens de l’équité du père. Va-t-il dénoncer le crime de son fils ou suivra-t-il plutôt les liens du sang ?
Alors qu’il réunit minutieusement toutes les preuves, Zumbühl s’emploie par ailleurs avec beaucoup d’adresse à détourner l’opprobre attendu sur lui-même et sur son fils. Il ourdit un plan où le mal peut se réparer sans punition et sans rétorsion. Comiquement drapé dans son impuissance, Albin se prête finalement au jeu, mais les tentatives de Zumbühl échouent justement face à la résistance de Maria. Elle ignore qu’elle pousse ainsi Zumbühl à définitivement oublier ses égards paternels, ce qu’Albin paiera cher.

## Urs Odermatt à propos de son film
« Le Pandore n’est pas un film suisse. J’y raconte une histoire nidwaldienne, une histoire en langue allemande, une histoire de la province d’Europe centrale. Un village des Ardennes, de l’Odenwald, des Carpates ou de la région des lacs de Mazurie a davantage à voir avec le village du Pandore que des villes telles que Zurich ou Bâle. Ce marginal qui veut toujours avoir raison, et qui a d’ailleurs la plupart du temps effectivement raison, paie pour cela le prix fort car il se retrouve finalement seul. »
« Les années 1960 sont optiquement parlant bien plus palpitantes que le présent, et elles sont aussi plus intéressantes sur le plan dramaturgique. La question de ce qui est juste ou non, de ce qui est moral et ne l’est pas a suscité bien plus de discussions passionnées que notre ennuyeuse société du laisser-faire libertaire. »

## Musique
Outre la musique originale d’après des motifs de Johannes Brahms, Le Pandore et le CD contenant la bande son originale présentent les deux chansons Lasst den Sonnenschein herein et Die Wogen kommen näher chantées par l’Armée du Salut de Wädenswil, de même que la danse populaire Der Schäfli-Schottisch, présentée par l’orchestre Edy Wallimann – Clemens Gerig.

## Fiche technique
- Titre : Le Pandore
- Titre original : Wachtmeister Zumbühl
- Réalisation : Urs Odermatt
- Scénario : Urs Odermatt
- Production : Rudolf Santschi, Urs Odermatt, Lutz Kleinselbeck, Alfred Nathan
- Musique : Norbert J. Schneider, d’après des motifs de Johannes Brahms
- Photographie : Rainer Klausmann
- Montage : Ingrid Broszat
- Pays d'origine :  Suisse et  Allemagne
- Langue originale : Dialecte nidwaldien, allemand
- Format : Couleurs  - 35 mm
- Durée : 105 minutes
- Sortie : 1994

## Distribution
- Michael Gwisdek : Zumbühl, officier de police
- Anica Dobra : Maria
- Jürgen Vogel : Albin
- Rolf Hoppe : Mathis, maire du village
- Norbert Schwientek : Kayser, chef de service
- Ueli Jäggi : Remigi
- Siggi Schwientek : Christen, policier
- Roeland Wiesnekker : Flury, reporter